# قتل جونکو فوروتا
جونکو فوروتا (古田 順子، فوروتا جونکو) دانش‌آموز دبیرستانی ژاپنی بود که ربوده شد، مورد تجاوز جنسی، شکنجه و سپس قتل قرار گرفت. با توجه به کشف جسد او در یک بشکه ۵۵ لیتری استوانه‌ای بزرگ که از بتن پر شده بود، پرونده او «قتل دختر دبیرستانی در یک بشکه بتنی» نامیده شد (女子高生コンクリート尸殺人事件). این آزار عمدتاً توسط چهار نوجوان مرد (هیروشی میانو، جو اوگورا، شینجی میناتو و یاسوشی واتانابه) در یک دوره ۴۰ روزه از ۲۵ نوامبر ۱۹۸۸ تا ۴ ژانویه ۱۹۸۹ انجام شد. این بزه به عنوان بدترین جنایت بزهکاری نوجوانان در ژاپن بعد از اشغال توصیف شده‌است. احکام جنایتکاران از بازداشت نوجوانان تا ۲۰ سال زندان در کانون اصلاح و تربیت متغیر بود.

## زمینه
فوروتا در میساتو، استان سایتاما به دنیا آمد. او با پدر و مادر، برادر بزرگتر و برادر کوچکترش زندگی می‌کرد. او در نوجوانی به دبیرستان یاشیو می‌نامی رفت و از اکتبر ۱۹۸۸ به‌طور نیمه وقت در یک کارخانه قالب‌سازی پلاستیک در ساعات بعد از مدرسه کار کرد. او این کار را برای پس‌انداز کردن پول برای سفر فارغ‌التحصیلی که برنامه‌ریزی کرده بود انجام داد. فوروتا همچنین شغلی را در یک خرده فروشی لوازم الکترونیکی پذیرفت، جایی که قصد داشت پس از فارغ‌التحصیلی در آنجا کار کند.
در دبیرستان، فوروتا مورد علاقه همکلاسی‌هایش بود، با نمرات بالا و غیبت‌های بسیار نادر. او دختری محبوب و زیبارو بود و آرزو داشت خواننده و یک آیدل ژاپنی شود. شبی که او ربوده شد، وی مشتاقانه منتظر بود تا به خانه برود تا آخرین قسمت برنامه تلویزیونی تنبو را تماشا کند.
مرتکبین چهار پسر نوجوان بودند: هیروشی میانو ۱۸ ساله، جو اوگورا ۱۷ ساله، شینجی میناتو ۱۶ ساله و یاسوشی واتانابه ۱۷ ساله که در اسناد دادگاه به ترتیب با عناوین «الف»، «ب»، «ج» و «د» نام برده می‌شدند. آنها در زمان جنایت از طبقه دوم خانه میناتو به عنوان پاتوق استفاده می‌کردند و به عنوان یاکوزا قبلاً به جنایاتی از جمله کیف قاپی، زورگیری و تجاوز جنسی دست زده بودند.
میانو، رهبر جنایت، از دوران دبستان سابقه رفتارهای مشکل ساز مانند دزدی از مغازه و آسیب رساندن به اموال مدرسه داشته‌است. او در آوریل ۱۹۸۶، در یک دبیرستان خصوصی در توکیو ثبت نام، اما سال بعد آن را رها کرد. پس از این، او به ارتکاب چندین جنایت ادامه داد که به مرور زمان تشدید شد. در زمان جنایت، او با دوست دخترش، خواهر بزرگتر یاسوشی واتانابه، زندگی می‌کرد و به عنوان یک کارگر کاشی کار می‌کرد تا برای ازدواج با او پول پس‌انداز کند. میانو که از دستمزد پایین این شغل ناراضی بود، با یک گانگستر درگیر شد و مکرراً مرتکب جنایات جنسی شد. این رفتار بزهکارانه در نتیجه باعث شد که دوست دخترش علاقه خود را به او از دست بدهد و به رابطه با او پایان دهد. میانو درمدرسه از فوروتا درخواست
رابطه کرد اما فوروتا قبول نکرد و باعث خشم میانو شد

## آدم‌ربایی و سوء استفاده
در ۲۵ نوامبر ۱۹۸۸، میانو و میناتو به قصد دزدی و تجاوز به زنان محلی در اطراف میساتو تردد می‌کردند. در ساعت ۸:۳۰ بعد از ظهر، آنها فوروتا را در حال دوچرخه سواری به سمت خانه پس از اتمام یک شیفت در محل کارش مشاهده کردند. به دستور میانو، میناتو، فوروتا را از روی دوچرخه اش هل داد و از صحنه گریخت. میانو به بهانه اینکه شاهد حمله تصادفی است، به فوروتا نزدیک شد و به او پیشنهاد کرد که با خیال راحت به خانه اش برود.
پس از جلب اعتماد فوروتا، او در انبار به او تجاوز کرد و دوباره در هتلی در همان نزدیکی، او را تهدید به کشتن کرد. از هتل، میانو با میناتو و دیگر دوستانش، جو اوگورا و یاسوشی واتانابه تماس گرفت و دربارهٔ تجاوز به آنها گفت. گزارش شده‌است که اوگورا از میانو خواسته‌است که او را در اسارت نگه دارد تا به افراد زیادی اجازه تجاوز جنسی به او بدهد. این گروه سابقه تجاوز گروهی داشتند و اخیراً دختر دیگری را ربوده و مورد تجاوز جنسی قرار داده بودند که پس از آن آزاد شدند.
حوالی ساعت ۳:۰۰ صبح، میانو، فوروتا را به پارکی نزدیک برد، جایی که میناتو، اوگورا و واتانابه منتظر بودند. آنها آدرس خانه او را از دفترچه ای در کوله پشتی اش یادگرفته بودند و به او گفته بودند که می‌دانند کجا زندگی می‌کند و اگر قصد فرار داشته باشد، یاکوزا خانواده او را خواهند کشت. چهار پسر، او را به خانه ای در منطقه ایاسه آداچی-کو، توکیو بردند و به او تجاوز گروهی کردند. خانه ای که متعلق به پدر و مادر میناتو بود، خیلی زود به پاتوق همیشگی آنها تبدیل شد.
در ۲۷ نوامبر، والدین فوروتا در مورد ناپدید شدن او با پلیس تماس گرفتند. برای جلوگیری از تحقیقات بیشتر، ربایندگان او را مجبور کردند که سه بار با مادرش تماس بگیرد تا او را متقاعد کنند که فرار کرده‌است، اما در امان است و با برخی از دوستانش می‌ماند. آنها همچنین فوروتا را مجبور کردند که تحقیقات پلیس را متوقف کند. هنگامی که والدین میناتو حضور داشتند، فوروتا مجبور شد به عنوان دوست دختر او عمل کند. وقتی مشخص شد که والدین میناتو آنها را به پلیس گزارش نمی‌دهند، آنها این تظاهر را کنار گذاشتند. والدین میناتو بعداً ادعا کردند که مداخله نکردند زیرا می‌ترسیدند و می‌دانستند که پسرشان به‌طور فزاینده‌ای نسبت به آنها رفتار خشونت‌آمیز می‌کند.
در شب ۲۸ نوامبر، میانو دو پسر دیگر، تتسو ناکومارا و کویچی ایهارا، E و F را به ترتیب به خانه میناتو دعوت کرد. آنها با یک تی شرت آستین بلند و یک دامن که میانو چند روز قبل از یک لباس فروشی دزدیده بود به اتاق طبقه بالا رفتند، جایی که جونکو نشسته بود. آنها داروی سرفه می‌نوشیدند، وانمود می‌کردند که دارو است. فوروتا سعی کرد فرار کند و از ترس جیغ می‌زد. میانو پاهایش را گرفت و ایهارا بالشی روی صورتش گذاشت. پدر و مادر از خواب بیدار شدند و رفتند تا صدای جیغی که میناتو به آنها گفت که چیزی نیست را بررسی کنند. سپس گروه به تجاوز گروهی به وی پرداختند. در این مدت او در بهت بود و بدون پلک زدن به سقف خیره شده بود.
این گروه فوروتا را به مدت ۴۰ روز در اقامتگاه میناتو اسیر نگه داشتند و در آنجا بارها او را مورد ضرب و شتم، تجاوز و شکنجه قرار دادند. آنها همچنین مردان و پسران نوجوان دیگر را به خانه دعوت کردند و آنها را تشویق کردند که به نوبت به او تجاوز کنند.
بر اساس اظهارات این گروه، این چهار نفر موهای ناحیه تناسلی او را تراشیدند، او را مجبور کردند در حالی که برهنه بود با موسیقی برقصد و در مقابل آنها خودارضایی کند و او را نیمه شب با لباس کمی در بالکن رها کردند. آنها اشیایی از جمله یک کبریت روشن، یک میله فلزی و یک بطری را وارد واژن و مقعد او کردند و به زور به او مقدار زیادی الکل، شیر و آب دادند. او همچنین مجبور شد چندین سیگار را به‌طور همزمان بکشد و تینر رنگ استنشاق کند. میانو بارها و بارها پاها و دست‌های فوروتا را با آتش فندک سوزاند. در پایان دسامبر، فوروتا پس از تغذیه با مقدار کمی غذا و در نهایت فقط شیر، به شدت دچار سوءتغذیه شد. او به دلیل جراحات شدید و سوختگی‌های عفونی قادر به رفتن به توالت طبقه پایین نبود و در حالت ضعف شدید در کف اتاق میناتو محبوس شد.
ظاهر فوروتا به شدت از شکنجه‌های وحشیانه حملات تغییر کرده بود. صورتش آنقدر متورم شده بود که به سختی می‌شد چهره‌اش را تشخیص داد. بدن او نیز به شدت فلج شده بود و بوی گندیدگی می‌داد که باعث شد چهار پسر علاقه جنسی به او را از دست بدهند. در نتیجه، پسران یک زن ۱۹ ساله را ربودند و به تجاوز گروهی پرداختند که مانند فوروتا از محل کار به خانه می‌رفت.

## قتل و تحقیق
در ۴ ژانویه ۱۹۸۹، میانو پس از باخت در یک بازی ماژونگ در برابر شخص دیگری در شب قبل، تصمیم گرفت برای فروکش خشم خود، با ریختن مایع فندکی روی بدن و آتش زدن فوروتا اقدام کند. گویا فوروتا تلاش‌هایی برای خاموش کردن آتش انجام داد، اما به تدریج واکنشی نشان نداد. آنها به مشت زدن او ادامه دادند، شمعی روشن کردند و موم داغ روی صورتش چکاندند، دو شمع کوتاه روی پلک‌هایش گذاشتند و او را مجبور کردند که ادرار خودش را بنوشد. پس از لگد زدن، او روی یک دستگاه استریو افتاد و به شدت دچار تشنج شد. از آنجایی که او خونریزی شدید داشت و چرک از سوختگی‌های عفونی اش بیرون می‌آمد، چهار پسر دست‌های خود را در کیسه‌های پلاستیکی پوشانده بودند. آنها به ضرب و شتم او ادامه دادند و چندین بار یک توپ ورزشی آهنی روی شکمش انداختند. بر اساس گزارش‌ها، این حمله دو ساعت به طول انجامید. فوروتا در نهایت تسلیم جراحاتش شد و درگذشت.
کمتر از ۲۴ ساعت پس از مرگ او، برادر میناتو به او زنگ زد که به نظر می‌رسد فوروتا مرده‌است. گروه از ترس مجازات قتل، جسد او را در پتو پیچیدند و او را داخل کیف مسافرتی جاسازی کردند. سپس جسد او را در یک بشکه بزرگ گذاشتند و آن را با بتن مرطوب پر کردند. حوالی ساعت ۸:۰۰ بعد از ظهر، آنها آن را بار کردند و در نهایت بشکه را در یک کامیون سیمان در کوتو، توکیو دور ریختند. در طول اسارت، فوروتا چندین بار به اسیرکنندگانش اشاره کرده بود که از اینکه نتوانسته قسمت پایانی تونبو را تماشا کند ناراحت است. میانو نوار ویدئویی اپیزود را پیدا کرد و در کیف مسافرتی گذاشت. همان‌طور که بعداً توضیح داد، به این دلیل نبود که به فوروتا ترحم کرد، بلکه به این دلیل بود که نمی‌خواست او به عنوان یک روح برگردد و او را تعقیب کند.
در ۲۳ ژانویه ۱۹۸۹، میانو و اوگورا به دلیل تجاوز گروهی به دختر ۱۹ ساله ای که در دسامبر ربوده شده بودند، دستگیر شدند. در ۲۹ مارس، دو افسر پلیس برای بازجویی از آنها آمدند، زیرا لباس زیر زنانه در محل اختفای آنها پیدا شده بود. در طول بازجویی، میانو معتقد بود که یکی از افسران از مقصر بودن او در قتل فوروتا آگاه بوده‌است. میانو با فکر اینکه جو اوگورا به جنایات علیه فوروتا اعتراف کرده‌است، به پلیس گفت جسد فوروتا را کجا پیدا کند. پلیس در ابتدا از این اعتراف متحیر شد، زیرا آنها به قتل یک زن دیگر و پسر هفت ساله اش اشاره داشتند که ۹ روز قبل از ربوده شدن فوروتا رخ داده بود، پرونده ای که هنوز حل نشده باقی مانده‌است.
پلیس روز بعد بشکه جسد فوروتا را پیدا کرد. او از طریق اثر انگشت شناسایی شد. در ۱ آوریل ۱۹۸۹، اوگورا به دلیل تجاوز جنسی جداگانه دستگیر شد و متعاقباً دستگیری واتانابه، میناتو و برادر میناتو را به دنبال داشت. چندین همدست دیگر که در آزار و تجاوز به فوروتا شرکت داشتند، به‌طور رسمی شناسایی شدند، از جمله تتسو ناکامورا و کویچی ایهارا، که پس از یافتن دی‌ان‌ای آنها روی و داخل بدن قربانی به تجاوز متهم شدند.

## پیگرد قانونی
هویت متهمان به دلیل اینکه همگی در زمان ارتکاب جنایت نوجوان بودند، توسط دادگاه مخفی شد. روزنامه نگاران مجله شوکان بونشون هویت آنها را کشف و آنها را منتشر کردند به این دلیل که با توجه به شدت جنایت، متهم مستحق حفظ حق ناشناس ماندن آنها نیست. هر چهار متهم به جای قتل، به «ارتکاب جراحت بدنی منجر به مرگ» اعتراف کردند. در ژوئیه ۱۹۹۰، دادگاه بدوی هیروشی میانو، رهبر جنایت را به ۱۷ سال زندان محکوم کرد. او به حکم خود اعتراض کرد، اما قاضی دادگاه عالی توکیو، ریوجی یاناسه، او را به سه سال زندان دیگر محکوم کرد. حبس ۲۰ ساله دومین محکومیت طولانی مدت در ژاپن قبل از حبس ابد است. او در زمان قتل فوروتا ۱۸ سال داشت. پس از آزادی، میناتو نزد مادرش نقل مکان کرد. با این حال، در سال ۲۰۱۸، میناتو پس از ضرب و شتم یک مرد ۳۲ ساله با میله فلزی و بریدن گلوی او با چاقو، دوباره به اتهام اقدام به قتل دستگیر شد.
یاسوشی واتانابه که در ابتدا به سه تا چهار سال زندان محکوم شده بود، حکم ارتقاء یافته‌ای از پنج تا هفت سال دریافت کرد. او در زمان قتل ۱۷ سال داشت. جو اوگورا برای نقشی که در این جنایت داشت، هشت سال را در یک زندان نوجوانان گذراند تا اینکه در اوت ۱۹۹۹ آزاد شد. گفته می‌شود که او به نقش خود در ربودن، تجاوز و شکنجه فوروتا افتخار کرده‌است.
در ژوئیه ۲۰۰۴، اوگورا به دلیل ربودن و شکنجه مردی به نام تاکاتوشی ایسونو، آشنایی که او فکر می‌کرد با دوست دخترش در ارتباط بوده، دستگیر شد. اوگورا، ایسونو را تعقیب کرد، او را مورد ضرب و شتم قرار داد سپس او را داخل کامیونش انداخت. اوگورا ایسونو را از آداچی-کو، توکیو به بار مادرش در میساتو، سایتاما برد، در طی آن مدت، اوگورا بارها این مرد را تهدید به کشتن کرد و به او گفت که قبلاً آدم کشته‌است و می‌داند چگونه از پس آن بربیاید. او به اتهام تعرض به ایسونو به هفت سال زندان محکوم شد و از آن زمان آزاد شده‌است. مادر اوگورا گویا قبر فوروتا را خراب کرد و گفت که دختر مرده زندگی پسرش را ویران کرده‌است.
میناتو که در سال ۲۰۰۴ از آزادی مشروط او خودداری شد در سال ۲۰۰۹ از زندان آزاد شد. در ژانویه ۲۰۱۳، میانو دوباره به دلیل کلاهبرداری دستگیر شد. به دلیل شواهد ناکافی، او در اواخر همان ماه بدون اتهام آزاد شد. نوبوهارو میناتو (اکنون شینجی میناتو)، که در ابتدا به چهار تا شش سال حبس محکوم شد، پس از تجدید نظر توسط قاضی ریوجی یاناسه مجدداً به پنج تا نه سال محکوم شد. او در زمان قتل ۱۶ سال داشت. والدین و برادر میناتو هیچ اتهامی نداشتند.
والدین فوروتا از احکامی که قاتلان دخترشان دریافت کردند، ناامید شدند اگرچه برنده دعوی مدنی علیه والدین میناتو شدند که جنایات در خانه آنها انجام شد. بنا بر گزارش‌ها، مادر میانکو پس از فروش خانه طبق دستور دادگاه مدنی، ۵۰ میلیون ین (۴۲۵۰۰۰ دلار آمریکا) غرامت به والدین جونکو فوروتا پرداخت کرد.

## پس از دادگاه
مراسم تشییع جنازه جونکو فوروتا در ۲ آوریل ۱۹۸۹ برگزار شد. یکی از دوستانش در یادبودش گفت:
خوش اومدی جون چان هیچوقت فکر نمی‌کردم دوباره اینجوری ببینمت حتماً خیلی زجر کشیدی… خیلی زجر کشیدی… خوشحالی که همه ما برای تو جشنواره ای در مدرسه برگزار کردیم. ما هرگز تو را فراموش نخواهیم کرد. شنیدم مدیر مدرسه به شما گواهی فارغ‌التحصیلی داده‌است؛ بنابراین ما با هم فارغ‌التحصیل شدیم - همه ما. جون چان، دیگر نه دردی وجود دارد، نه رنجی. لطفاً آرام بخوابی…
کارفرمای آینده فوروتا یونیفرمی را به والدینش ارائه کرد که قرار بود او بپوشد. یونیفورم را در تابوت او گذاشتند. هنگام فارغ‌التحصیلی، مدیر مدرسه فوروتا دیپلم دبیرستان را به او داد که به والدینش داده شد. مکان نزدیکی که جسد فوروتا در آن کشف شد از آن زمان توسعه یافته‌است و اکنون به پارک واکاسو تبدیل شده‌است.
در آن زمان مردم ژاپن نگران اپیدمی جنایات خشونت‌آمیز تحت تأثیر ایالات متحده بودند که آن را «بیماری آمریکایی» می‌نامیدند.
حداقل سه کتاب در مورد جنایت نوشته شده‌است.